# Участники группы Genesis
Участники Genesis
Genesis — британская прогрок-группа, созданная в 1967 году двумя учениками школы Чартерхаус в Годалминге: вокалистом Питером Гэбриелом и клавишником Тони Бэнксом.
В первый состав группы помимо них вошли гитарист Энтони Филлипс, бас-гитарист Майк Резерфорд и ударник Крис Стюарт. Лишь двое из первых членов группы, Бэнкс и Резерфорд остаются в её составе до сегодняшнего дня. Остальные участники неоднократно менялись. Первым покинул группу барабанщик Крис Стюарт. Он принял участие в записи лишь одного трека с дебютного альбома «From Genesis to Revelation», после чего его заменил Джон Силвер. Перед записью второго альбома
«Trespass» Силвер также ушёл из группы и его место занял Джон Мэйхью. Однако ещё до выхода этого альбома и он покинул Genesis, решив не продолжать музыкальную карьеру. Вместе с Мэйхью, не выдержав многочисленных трений внутри группы, группу оставил и гитарист Энтони Филлипс.
В 1971 году этих музыкантов заменили ударник Фил Коллинз и гитарист Стив Хэкетт. Образовавшийся состав, считающийся классическим составом группы, просуществовал до 1975 года, выпустив 4 альбома. В мае 1975 года группу оставил её лидер Питер Гэбриел, решивший заняться сольной карьерой. Его место основного вокалиста группы занял ударник Коллинз, ещё до этого исполнявший сольные вокальные партии в некоторых песнях. С тех пор с группой Genesis неизменно выступали приглашённые музыканты, так как Коллинз не мог петь все вокальные партии и играть на ударных одновременно. Около года спустя Стив Хэкетт также покинул группу и стал выступать сольно. Оставшиеся члены группы не стали приглашать на его место другого гитариста. Во время концертов его заменил сессионный музыкант Дэрил Стёрмер, а на студийных записях Резерфорд стал исполнять как басовые, так и гитарные партии самостоятельно. Таким образом группа превратилась в трио, просуществовав в таком виде более 15 лет и выпустив 5 студийных альбомов.
После выхода в 1991 году альбом «We Can't Dance» все участники группы сконцентрировались на сольных проектах, а в 1996 Фил Коллинз официально покинул группу. В 1997 году Бэнкс с Резерфордом решились на эксперимент, пригласив в качестве основного вокалиста бывшего участника группы Stiltskin Рэя Уилсона. С его участием был записан последний на сегодняшний день студийный альбом группы «Calling All Stations» . Однако этот альбом не имел коммерческого успеха и подвергся жёсткой критике. После окончания тура в поддержку альбома, было объявлено о распаде группы. К 2000 году Genesis распались.
В 2007 году, почти через 40 лет после создания группы, Фил Коллинз, Тони Бэнкс и Майк Резерфорд вновь собрались вместе для концертного тура по Европе и Северной Америке. На время тура к ним вновь присоединились гитарист Дэрил Стюрмер и ударник Честер Томпсон, периодически работавшие с группой начиная с 1970-х годов.
В марте 2020 года Коллинз, Резерфорд и Бэнкс снова объявили о воссоединении и о туре The Last Domino? Tour на шоу Зои Белл на BBC Radio 2. Тур запланирован на десять концертов по Великобритании и Ирландии с ноября по декабрь 2020 года. Стёрмер вернулся к роли гитариста, а сын Коллинза Николас играл на барабанах. Группа распалась из-за плохого здоровья Фила Коллинза.

## Участники

### Последний состав
| Фото            | Имя            | Годы                               | Инструменты                                                                                  | Участие в релизах |
| --------------- | -------------- | ---------------------------------- | -------------------------------------------------------------------------------------------- | --- |
| Tony Banks      | Тони Бэнкс     | 1967—2000 2006—2007 2020—2022      | клавишные, синтезаторы, фортепиано, акустическая гитара, бэк-вокал                           | Все релизы Genesis |
| Mike Rutherford | Майк Резерфорд | 1967—2000 2006—2007 2020—2022      | электрическая и акустическая гитары, бас-гитара, бас-педали, виолончель (до 1972), бэк-вокал | Все релизы Genesis |
| Phil Collins    | Фил Коллинз    | 1970—1996 2000 2006—2007 2020—2022 | ударные, перкуссия, драм-машина, вокал (ведущий с 1975, бэк-вокал)                           | Все релизы Genesis с «Nursery Cryme» (1971) до «The Way We Walk, Volume Two: The Longs» (1993); «Live over Europe 2007» (2007) |

### Бывшие участники
| Фото             | Имя            | Годы                 | Инструменты                                                        | Участие в релизах                                                                                           |
| ---------------- | -------------- | -------------------- | ------------------------------------------------------------------ | --- |
| Peter Gabriel    | Питер Гэбриел  | 1967—1975 1982, 1999 | ведущий вокал, флейта, гобой, бубен, бас-барабан                   | Все релизы Genesis с альбома «From Genesis to Revelation» (1969) до «The Lamb Lies Down on Broadway» (1974) |
| Anthony Phillips | Энтони Филлипс | 1967—1970            | электрическая и акустическая гитары, цимбалы, бэк-вокал            | «From Genesis to Revelation» (1969), «Trespass» (1970)                                                      |
| Replace          | Крис Стюарт    | 1967—1968            | ударные, перкуссия                                                 | «From Genesis to Revelation» (1969)                                                                         |
| Johnathan Silver | Джон Сильвер   | 1968—1969            | ударные, перкуссия                                                 | «From Genesis to Revelation» (1969)                                                                         |
| Replace          | Джон Мейхью    | 1969—1970            | ударные, перкуссия, бэк-вокал                                      | «Trespass» (1970)                                                                                           |
| Replace          | Мик Барнард    | 1970—1971            | электрическая и акустическая гитары                                | нет |
| Steve Hackett    | Стив Хэкетт    | 1971—1977 1982, 1999 | электрическая и акустическая гитары, бас-гитара, калимба, автоарфа | Все релизы Genesis с «Nursery Cryme» (1971) до «Seconds Out» (1977)                                         |
| Ray Wilson       | Рэй Уилсон     | 1996—1998            | ведущий вокал                                                      | «Calling All Stations» (1997)                                                                               |

### Концертные музыканты
| Фото             | Имя            | Годы                                                  | Инструменты                                                | Участие в релизах |
| ---------------- | -------------- | ----------------------------------------------------- | ---------------------------------------------------------- | --- |
|                  | Ронни Кэрил    | 1971 (разово) (умер в 2023)                           | гитара                                                     | нет – только живые выступления |
| Bill Bruford     | Билл Бруфорд   | 1976                                                  | ударные, перкуссия                                         | «Seconds Out» (1977), «Three Sides Live» (1982) |
| Chester Thompson | Честер Томпсон | 1977—1993 2006—2007                                   | ударные, перкуссия                                         | «Seconds Out» (1977), «Three Sides Live» (1982), «The Way We Walk, Volume One: The Shorts» (1992), «The Way We Walk, Volume One: The Longs» (1993), «Live over Europe 2007» (2007) |
| Daryl Stuermer   | Дэрил Стюрмер  | 1977—1993 2000 (одно выступление) 2006—2007 2021—2022 | бас-гитара, электрическая и акустическая гитары, бэк-вокал | «Three Sides Live» (1982), «The Way We Walk, Volume One: The Shorts» (1992), «The Way We Walk, Volume One: The Longs» (1993), «Live over Europe 2007» (2007)                       |
| Tim-Renwick      | Тим Ренвик     | 1993 (одно выступление)                               | гитара, бас-гитара                                         | нет |
| Replace          | Гэри Уиллис    | 1993 (одно выступление)                               | ударные                                                    | нет |
| Roger Taylor     | Роджер Тейлор  | 1993 (одно выступление)                               | ударные                                                    | нет |
| Replace          | Нир Зидкуаху   | 1997—1998                                             | ударные, перкуссия                                         | «Calling All Stations» (1997) |
| Replace          | Энтони Дреннан | 1997—1998                                             | бас-гитара, электрическая и акустическая гитары, бэк-вокал | нет |
| Replace          | Ник Коллинз    | 2021—2022                                             | ударные, перкуссия                                         | нет |
| Replace          | Дэниел Пирс    | 2021—2022                                             | бэк-вокал                                                  | нет |
| Replace          | Патрик Смит    | 2021—2022                                             | бэк-вокал                                                  | нет |

## Хронология составов
| Период | Участники | Релизы |
| --- | --- | --- |
| Январь 1967 — лето 1968 | - Питер Гэбриел — ведущий вокал, флейта, гобой, перкуссия - Энтони Филлипс — гитара, дульцимер, бэк-вокал - Майк Резерфорд — бас-гитара, гитара, бэк-вокал - Тони Бэнкс — клавишные, бэк-вокал - Крис Стюарт — ударные, перкуссия | - «The Silent Sun» (1968) - «A Winter’s Tale» (1968) |
| Лето 1968 — Август 1969 | - Питер Гэбриел — ведущий вокал, флейта, гобой, перкуссия - Энтони Филлипс — гитара, дульцимер, бэк-вокал - Майк Резерфорд — бас-гитара, гитара, бэк-вокал - Тони Бэнкс — клавишные, бэк-вокал - Джон Сильвер — ударные, перкуссия | - From Genesis to Revelation (1969) |
| Август 1969 — Июль 1970 | - Питер Гэбриел — ведущий вокал, флейта, гобой, перкуссия - Энтони Филлипс — гитара, дульцимер, бэк-вокал - Майк Резерфорд — бас-гитара, гитара, бэк-вокал - Тони Бэнкс — клавишные, гитара, бэк-вокал - Джон Мэйхью — ударные, перкуссия, бэк-вокал | - Trespass (1970) |
| Август — Ноябрь 1970 | - Питер Гэбриел — ведущий вокал, флейта, гобой, перкуссия - Майк Резерфорд — бас-гитара, гитара, бэк-вокал - Тони Бэнкс — клавишные, гитара, бэк-вокал - Фил Коллинз — ударные, перкуссия, бэк-вокал | нет |
| Ноябрь 1970 — Январь 1971 | - Питер Гэбриел — ведущий вокал, флейта, гобой, перкуссия - Мик Барнард — гитара - Майк Резерфорд — бас-гитара, гитара, бэк-вокал - Тони Бэнкс — клавишные, гитара, бэк-вокал - Фил Коллинз — ударные, перкуссия, бэк-вокал | нет |
| Январь 1971 — Август 1975 | - Питер Гэбриел — ведущий вокал, флейта, гобой, перкуссия - Стив Хэкетт — гитара, бас-гитара, калимба, афтоарфа - Майк Резерфорд — бас-гитара, гитара, бэк-вокал - Тони Бэнкс — клавишные, гитара, бэк-вокал - Фил Коллинз — ударные, перкуссия, бэк и ведущий вокал                                                                                                 | - Nursery Cryme (1971) - «Happy the Man» (1972) - Foxtrot (1972) - Genesis Live (1973) - Selling England by the Pound (1973) - The Lamb Lies Down on Broadway (1974) |
| Август 1975 — Январь 1976 | - Фил Коллинз — ведущий вокал, ударные, перкуссия - Стив Хэкетт — гитара, бас-гитара, калимба, афтоарфа - Майк Резерфорд — бас-гитара, гитара, бэк-вокал - Тони Бэнкс — клавишные, гитара, бэк-вокал | - A Trick of the Tail (1976) |
| Январь — Декабрь 1976 | - Фил Коллинз — ведущий вокал, ударные, перкуссия - Стив Хэкетт — гитара, бас-гитара, калимба, афтоарфа - Майк Резерфорд — бас-гитара, гитара, бэк-вокал - Тони Бэнкс — клавишные, гитара, бэк-вокал - Билл Бруфорд — ударные, перкуссия (концерты) | - Wind & Wuthering (1976) - Spot the Pigeon (1977) - Seconds Out (1977) – только один трек - Three Sides Live (1982) – только один трек |
| Декабрь 1976 — Октябрь 1977 | - Фил Коллинз — ведущий вокал, ударные, перкуссия - Стив Хэкетт — гитара, бас-гитара, калимба, афтоарфа - Майк Резерфорд — бас-гитара, гитара, бэк-вокал - Тони Бэнкс — клавишные, гитара, бэк-вокал - Честер Томпсон — ударные, перкуссия (концерты) | - Seconds Out (1977) – прочие треки |
| Конец 1977 — Ноябрь 1992 | - Фил Коллинз — ведущий вокал, ударные, перкуссия - Майк Резерфорд — гитара, бас-гитара, бэк-вокал - Тони Бэнкс — клавишные, гитара, бэк-вокал - Дэрил Стюрмер — бас-гитара, гитара, бэк-вокал (концерты) - Честер Томпсон — ударные, перкуссия (концерты) | - ...And Then There Were Three... (1978) - Duke (1980) - Abacab (1981) - 3×3 (1982) - Three Sides Live (1982) – некоторые треки - Genesis (1983) - The Mama Tour (1985) - Invisible Touch (1986) - Invisible Touch Tour (1988) - We Can't Dance (1991) - The Way We Walk, Volume One: The Shorts (1992) - The Way We Walk, Volume Two: The Longs (1993) |
| 18 сентября 1993 (состав для одного выступления)                                                                                              | - Фил Коллинз — ведущий вокал - Майк Резерфорд — гитара, бэк-вокал - Тони Бэнкс — клавишные, бэк-вокал - Тим Ренвик — бас-гитара, гитара (специальный гость) - Гэри Уоллис — ударные (специальный гость) - Роджер Тейлор — ударные (специальный гость) | нет |
| 1995 (специальный разовый состав) everyone on "The Carpet Crawlers 1999"; Gabriel and Hackett re-recording parts on "it" and "Supper's Ready" | - Фил Коллинз — соведущий вокал, программирование ударных - Майк Резерфорд — 12-струнная гитара, бас-гитара - Тони Бэнкс — клавишные, дополнительное программирование - Питер Гэбриел — соведущий вокал, дополнительное программирование; перезапись ведущего вокала ("it" и "Supper's Ready") (специальный гость) - Стив Хэкетт — электрогитара (специальный гость) | - Genesis Archive 1967–75 (1998) – "it" и "Supper's Ready" - Turn It On Again: The Hits (1999) – "The Carpet Crawlers 1999" |
| Ноябрь 1996 — лето 1997 | - Рэй Уилсон — ведущий вокал - Майк Резерфорд — гитара, бас-гитара, бэк-вокал - Тони Бэнкс — клавишные, гитара, бэк-вокал - Нир Зидкуаху — ударные, перкуссия (сессионно) | - Calling All Stations (1997) |
| Август 1997 — Май 1998 | - Рэй Уилсон — ведущий вокал - Майк Резерфорд — гитара, бас-гитара, бэк-вокал - Тони Бэнкс — клавишные, гитара, бэк-вокал - Энтони Дреннан — гитара, бас-гитара, бэк-вокал (концерты) - Нир Зидкуаху — ударные, перкуссия (концерты) | нет |
| 21 сентября 2000 (специальный разовый состав)                                                                                                 | - Фил Коллинз — ведущий вокал, перкуссия - Майк Резерфорд — акустическая гитара - Тони Бэнкс — клавишные - Дэрил Стюрмер — акустическая гитара (концертное выступление) | нет |
| конец 2000 (специальный разовый состав) | - Фил Коллинз — ведущий вокал, перкуссия - Майк Резерфорд — акустическая гитара - Тони Бэнкс — клавишные | - The Genesis Songbook (бонусный материал) (2001) |
| Группа неактивна конец 2000- ноябрь 2006 | | |
| Ноябрь 2006 — Октябрь 2007 | - Фил Коллинз — ведущий вокал, ударные, перкуссия - Майк Резерфорд — гитара, бас-гитара, бэк-вокал - Тони Бэнкс — клавишные, бэк-вокал - Дэрил Стюрмер — бас-гитара, гитара, бэк-вокал (концерты) - Честер Томпсон — ударные, перкуссия (концерты) | - Live over Europe 2007 (2007) - When in Rome 2007 (2008) |
| Группа неактивна Октябрь 2007 — Март 2020 | | |
| Март 2020 — Март 2022 | - Фил Коллинз — ведущий вокал - Майк Резерфорд — бас-гитара, гитара, бэк-вокал - Тони Бэнкс — клавишные - Дэрил Стюрмер — бас-гитара, гитара (концерты) - Ник Коллинз — ударные, перкуссия (концерты) - Дэниел Пирс — бэк-вокал (концерты) - Патрик Смит — бэк-вокал (концерты)                                                                                      | нет |